# Ken Swofford
Kenneth Charles "Ken" Swofford, född 25 juli 1933 i Du Quoin i Illinois, död 1 november 2018 i Garden Grove i Kalifornien, var en amerikansk skådespelare. Svenska TV-tittare minns honom antagligen mest som rektorn Quentin Morloch i TV-serien Fame.
Bland annat medverkade Swofford i TV-serierna Ellery Queen, 2:a omgången av De fattiga och de rika, Mord och inga visor, Columbo, Maktkamp på Falcon Crest, Rockford tar över och Baywatch.

## Filmografi i urval
- Osynlig fiende (1959; Captain Newman, M.D)
- Mannen från Virginia (1968-1969; The Virginian)  (TV-serie)
- 1971 – Den utstötte
- Flygplan kapas (1972; Skyjacked)
- Krona eller klave (1975-1976; Switch) (TV-serie)
- Ellery Queen (1975-1976; Ellery Queen)  (TV-serie)
- Den vilda jakten på riddarfalken från Malta (1975; The Black Bird)
- SOB - Paniken i drömfabriken (1981; S.O.B.)
- Fame (1985-1987; Fame) (TV-serie)
- Thelma och Louise (1990; Thelma & Louise)
- Cops n Roberts (1995)
- Just Deserts (1999) (TV-film)
- Teacher's Pet (2004) (endast röst)